# Geelbuiklijstergaai
De geelbuiklijstergaai (Pterorhinus galbanus, voorheen Garrulax galbanus) is een zangvogel uit de familie Leiothrichidae.

## Verspreiding en leefgebied
Deze soort komt voor in noordoostelijk India en noordwestelijk Myanmar.

## Status
De grootte van de populatie is niet gekwantificeerd maar de soort wordt omschreven als schaars tot vrij algemeen. Op de Rode lijst van de IUCN heeft deze soort de status niet bedreigd.